# Saint-Médard (Gers)
Pour les articles homonymes, voir Saint-Médard.
Saint-Médard (Sent Mesard en gascon)
est une commune française située dans le sud du département du Gers en région Occitanie. Sur le plan historique et culturel, la commune est dans le pays d'Astarac, un territoire du sud gersois très vallonné, au sol argileux, qui longe le plateau de Lannemezan.
Exposée à un climat océanique altéré, elle est drainée par la Baïse et par divers autres petits cours d'eau. La commune possède un patrimoine naturel remarquable composé d'une zone naturelle d'intérêt écologique, faunistique et floristique.
Saint-Médard est une commune rurale qui compte 345 habitants en 2022, après avoir connu un pic de population de 713 habitants en 1861.  Elle fait partie de l'aire d'attraction d'Auch. Ses habitants sont appelés les Saint-Médardais ou  Saint-Médardaises.

## Géographie

### Localisation
Saint-Médard est une commune de Gascogne située au sud-ouest d'Auch.

### Communes limitrophes
Les communes limitrophes sont  Belloc-Saint-Clamens, Berdoues, Clermont-Pouyguillès, Idrac-Respaillès, Loubersan, Mirande et Moncassin.
| Mirande  | Idrac-Respaillès     | Loubersan            |
| Berdoues | Saint-Médard         | Clermont-Pouyguillès |
|          | Belloc-Saint-Clamens | Moncassin            |

### Géologie et relief
Saint-Médard se situe en zone de sismicité 2 (sismicité faible).

### Hydrographie

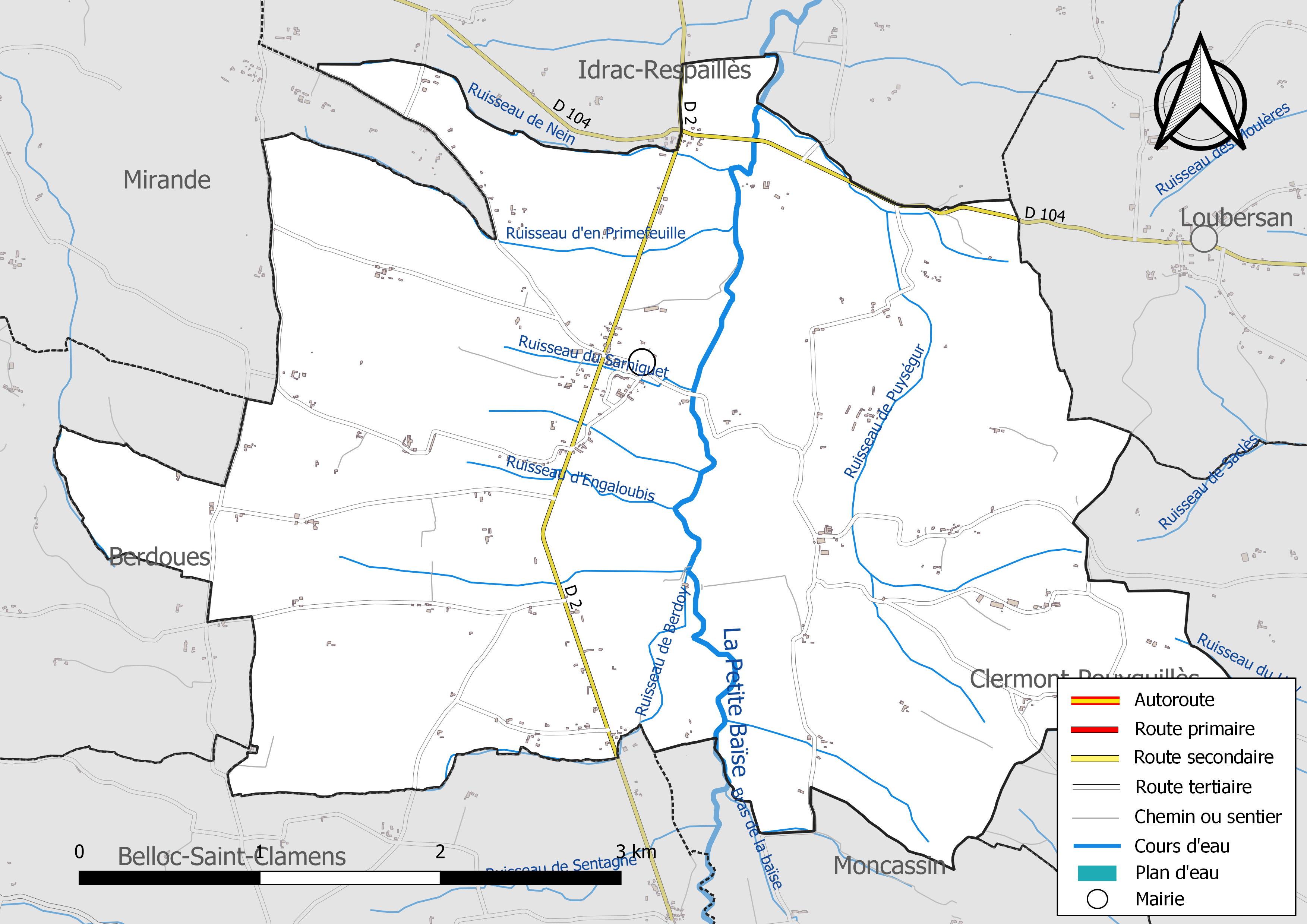
Réseaux hydrographique et routier de Saint-Médard.

La commune est dans le bassin de la Garonne, au sein du bassin hydrographique Adour-Garonne. Elle est drainée par la Baïse, le ruisseau de Berdoy, le ruisseau de Nein, le ruisseau d'Engaloubis, le ruisseau d'en Primefeuille, le ruisseau de Puységur, le ruisseau du Hay, le ruisseau du Sarniguet et par divers petits cours d'eau, qui constituent un réseau hydrographique de 24 km de longueur totale,.
La Baïse, d'une longueur totale de 187,6 km, prend sa source dans la commune de Capvern et s'écoule vers le nord. Elle traverse la commune et se jette dans la Garonne à Saint-Léger, après avoir traversé 52 communes.

### Climat
Pour des articles plus généraux, voir Climat de l'Occitanie et Climat du Gers.
En 2010, le climat de la commune est de type climat du Bassin du Sud-Ouest, selon une étude s'appuyant sur une série de données couvrant la période 1971-2000. En 2020, Météo-France publie une typologie des climats de la France métropolitaine dans laquelle la commune est exposée à un climat océanique altéré et est dans la région climatique Aquitaine, Gascogne, caractérisée par une pluviométrie abondante au printemps, modérée en automne, un faible ensoleillement au printemps, un été chaud (19,5 °C), des vents faibles, des brouillards fréquents en automne et en hiver et des orages fréquents en été (15 à 20 jours).
Pour la période 1971-2000, la température annuelle moyenne est de 12,9 °C, avec une amplitude thermique annuelle de 15,3 °C. Le cumul annuel moyen de précipitations est de 812 mm, avec 10,4 jours de précipitations en janvier et 6,3 jours en juillet. Pour la période 1991-2020, la température moyenne annuelle observée sur la station météorologique la plus proche, située sur la commune de Mirande à 5 km à vol d'oiseau, est de 13,6 °C et le cumul annuel moyen de précipitations est de 818,5 mm,. Pour l'avenir, les paramètres climatiques de la commune estimés pour 2050 selon différents scénarios d'émission de gaz à effet de serre sont consultables sur un site dédié publié par Météo-France en novembre 2022.

### Milieux naturels et biodiversité

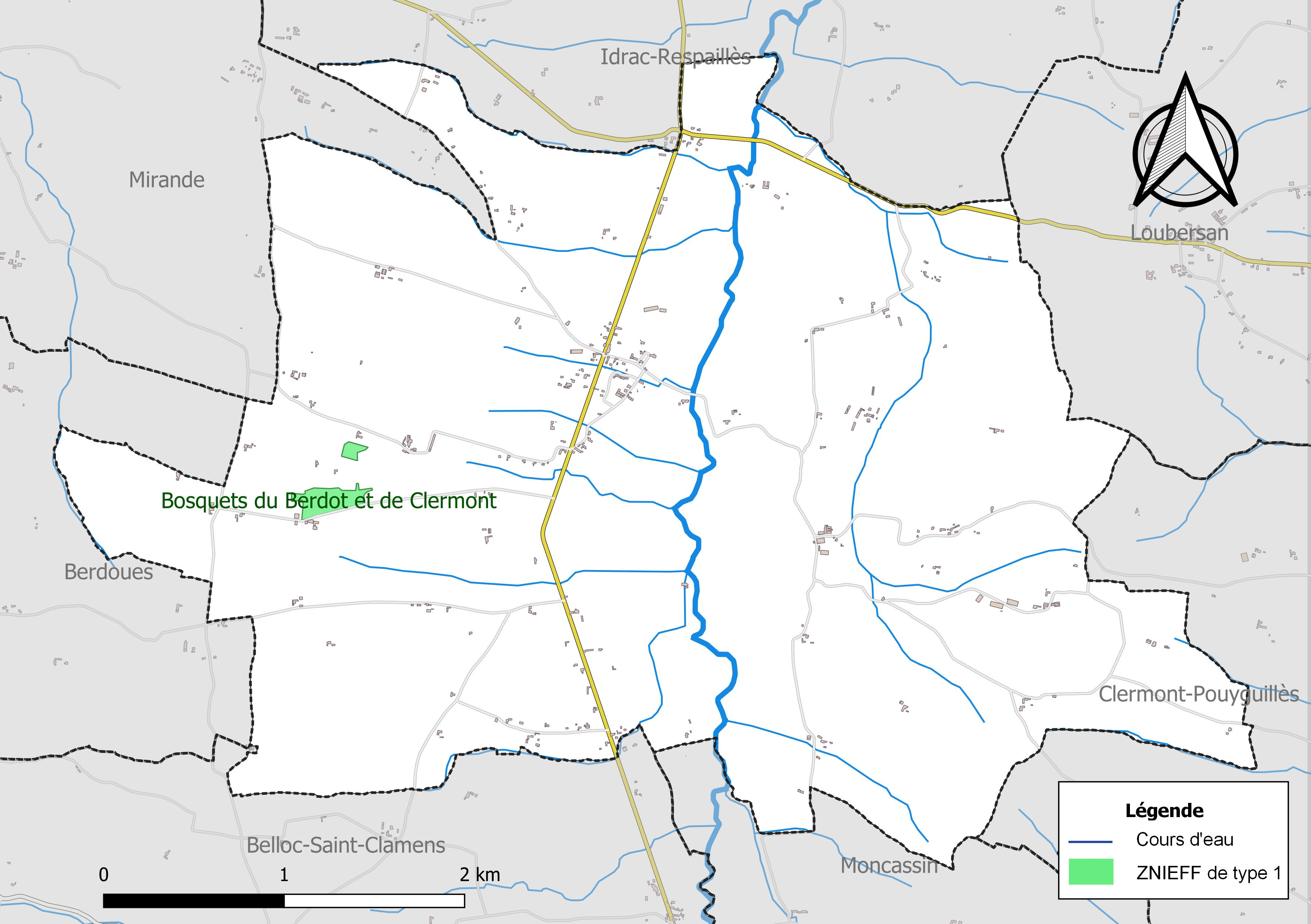
Carte de la ZNIEFF de type 1 localisée sur la commune.

L’inventaire des zones naturelles d'intérêt écologique, faunistique et floristique (ZNIEFF) a pour objectif de réaliser une couverture des zones les plus intéressantes sur le plan écologique, essentiellement dans la perspective d’améliorer la connaissance du patrimoine naturel national et de fournir aux différents décideurs un outil d’aide à la prise en compte de l’environnement dans l’aménagement du territoire.
Une ZNIEFF de type 1 est recensée sur la commune :
les « Bosquets du Berdot et de Clermont » (5 ha).

## Urbanisme

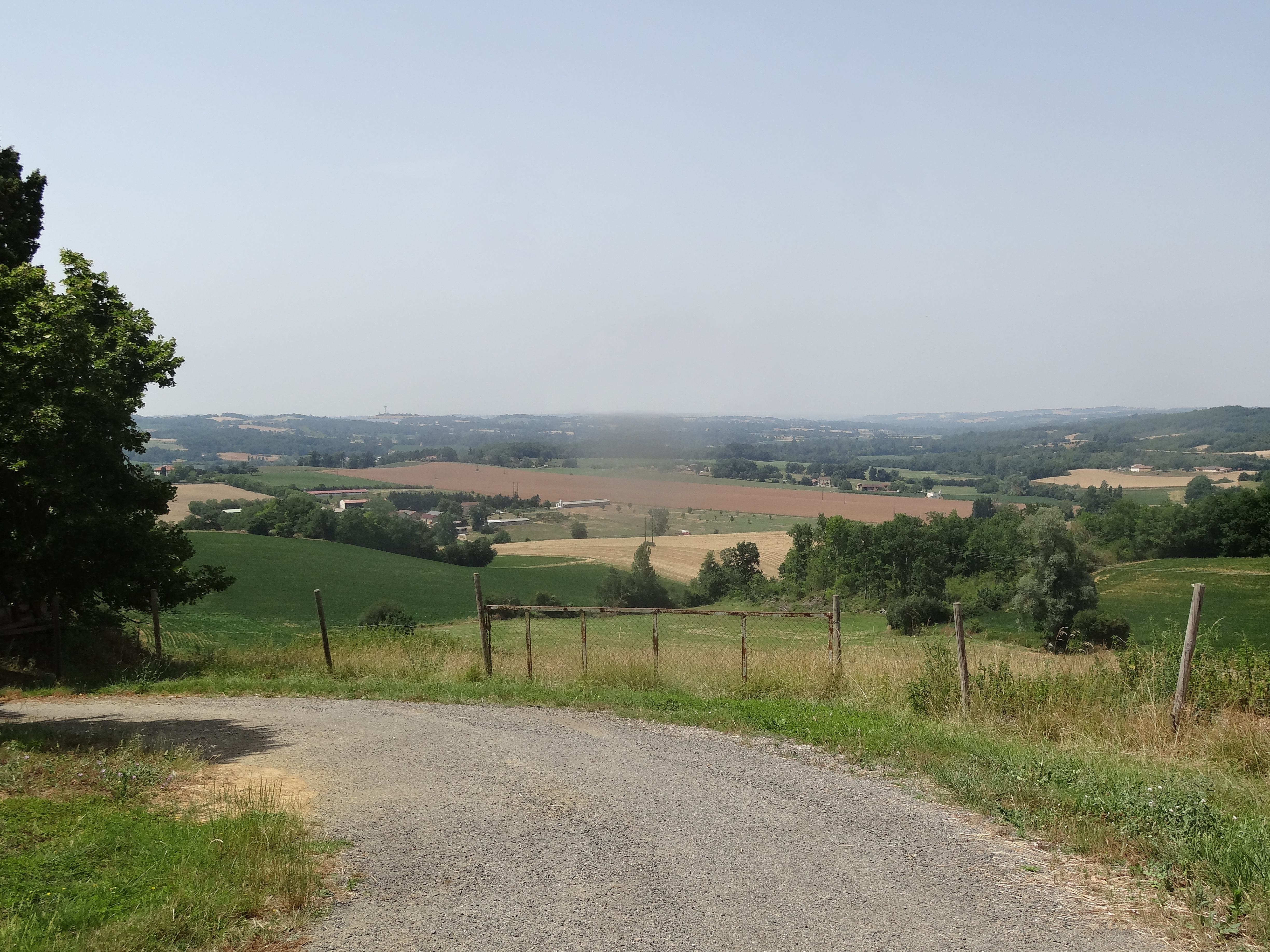
Point de vue depuis les hauteurs de la commune. Cette dernière s'inscrit dans un cadre rural.

### Typologie
Au 1er janvier 2024, Saint-Médard est catégorisée commune rurale à habitat très dispersé, selon la nouvelle grille communale de densité à sept niveaux définie par l'Insee en 2022.
Elle est située hors unité urbaine. Par ailleurs la commune fait partie de l'aire d'attraction d'Auch, dont elle est une commune de la couronne,. Cette aire, qui regroupe 112 communes, est catégorisée dans les aires de 50 000 à moins de 200 000 habitants,.

### Occupation des sols
L'occupation des sols de la commune, telle qu'elle ressort de la base de données européenne d’occupation biophysique des sols Corine Land Cover (CLC), est marquée par l'importance des territoires agricoles (94,2 % en 2018), en augmentation par rapport à 1990 (92,8 %). La répartition détaillée en 2018 est la suivante : 
terres arables (75 %), zones agricoles hétérogènes (17,6 %), forêts (5 %), prairies (1,6 %), milieux à végétation arbustive et/ou herbacée (0,7 %). L'évolution de l’occupation des sols de la commune et de ses infrastructures peut être observée sur les différentes représentations cartographiques du territoire : la carte de Cassini (XVIIIe siècle), la carte d'état-major (1820-1866) et les cartes ou photos aériennes de l'IGN pour la période actuelle (1950 à aujourd'hui).

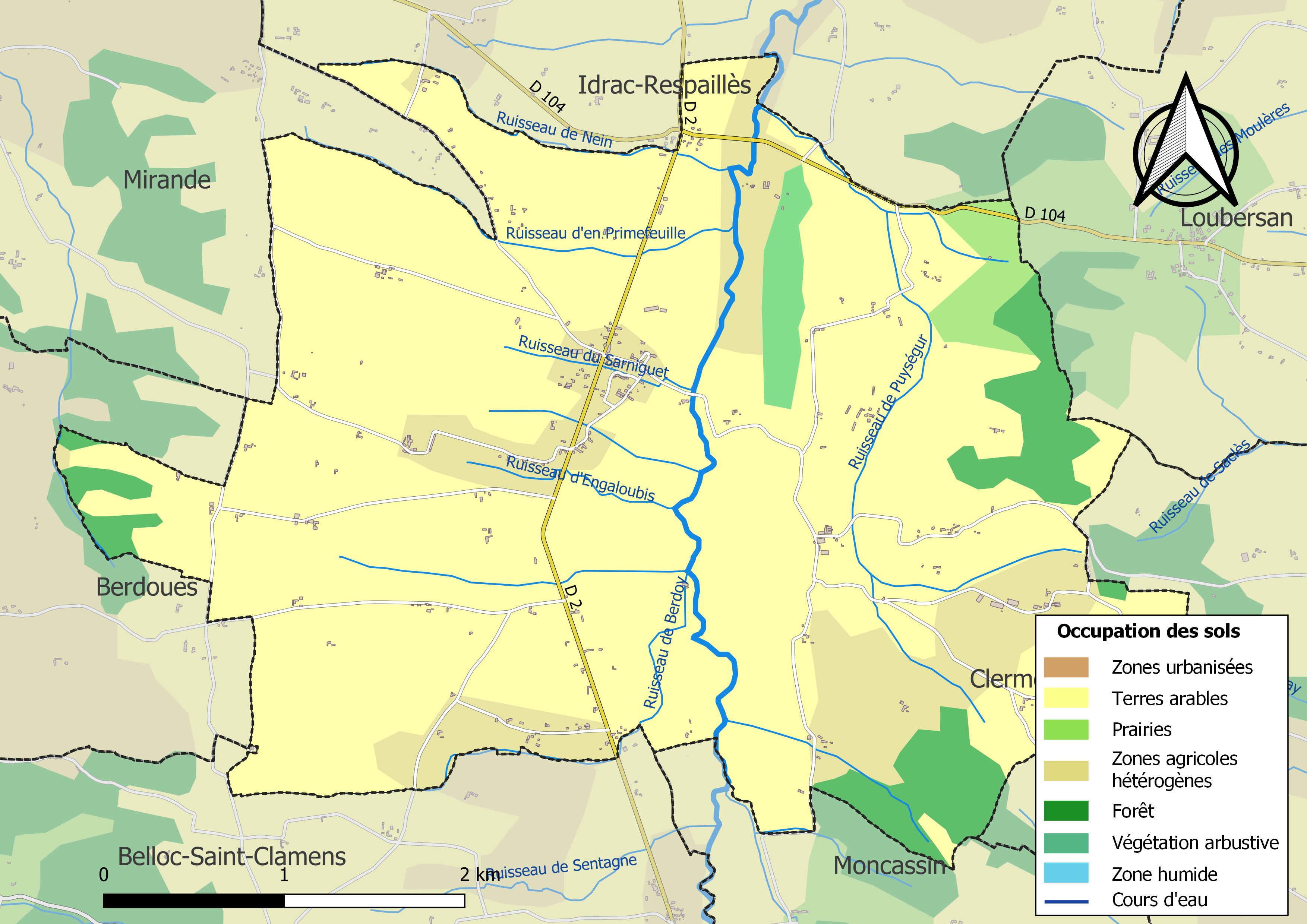
Carte des infrastructures et de l'occupation des sols de la commune en 2018 (CLC).

### Voies de communication et transports

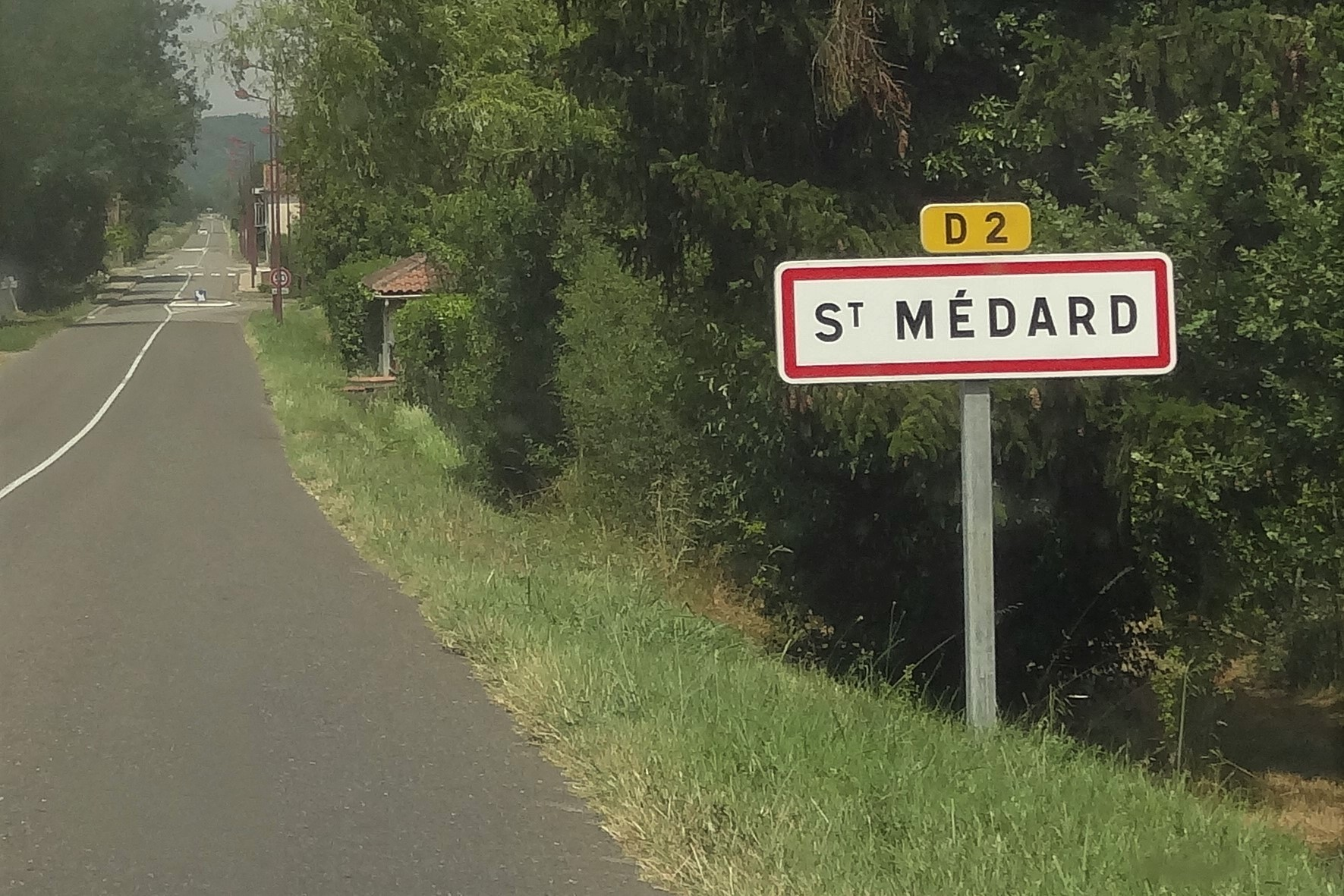
Entrée sud de Saint-Médard sur la D2.

### Risques majeurs
Le territoire de la commune de Saint-Médard est vulnérable à différents aléas naturels : météorologiques (tempête, orage, neige, grand froid, canicule ou sécheresse) et séisme (sismicité faible). Un site publié par le BRGM permet d'évaluer simplement et rapidement les risques d'un bien localisé soit par son adresse soit par le numéro de sa parcelle.

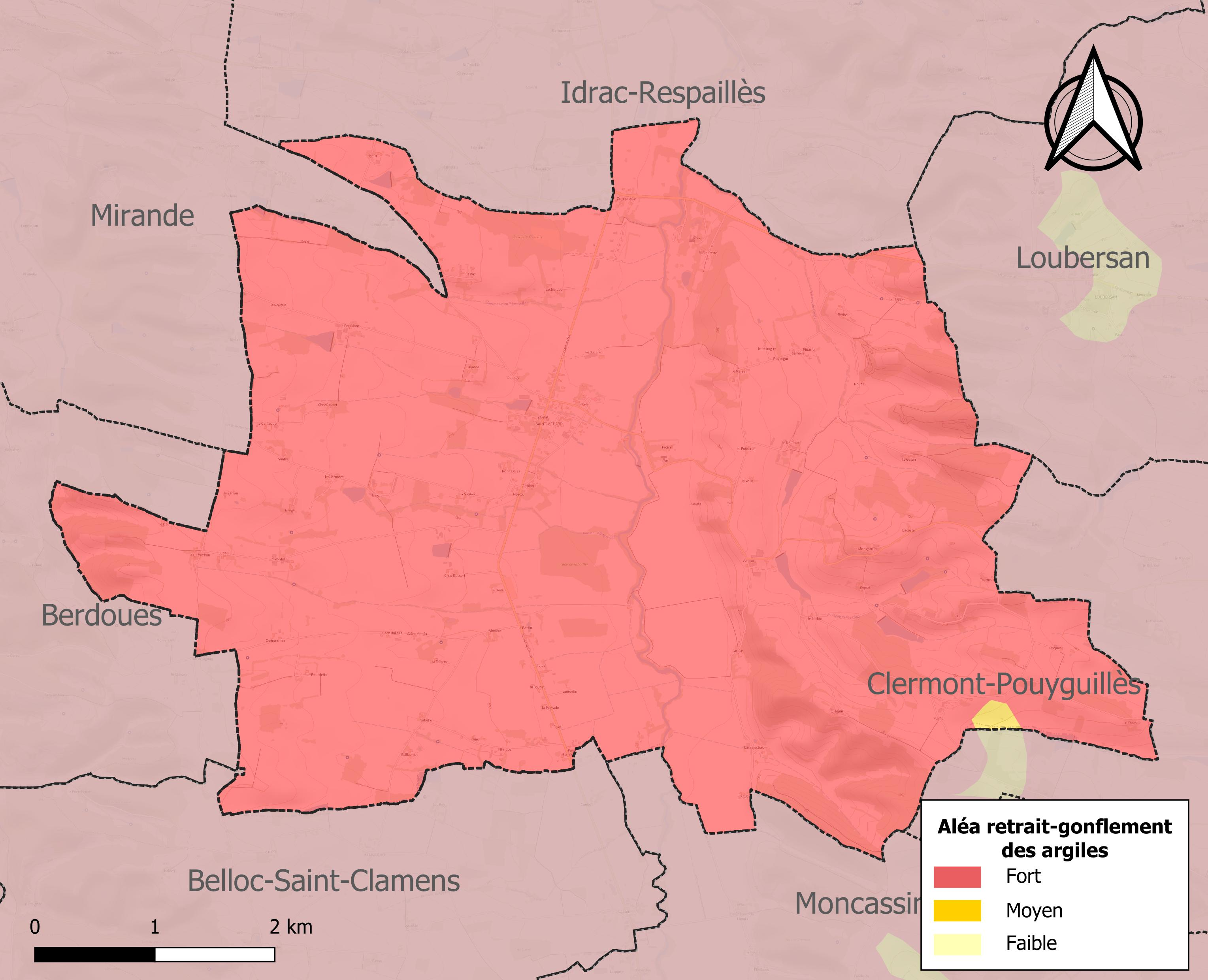
Carte des zones d'aléa retrait-gonflement des sols argileux de Saint-Médard.

Le retrait-gonflement des sols argileux est susceptible d'engendrer des dommages importants aux bâtiments en cas d’alternance de périodes de sécheresse et de pluie. La totalité de la commune est en aléa moyen ou fort (94,5 % au niveau départemental et 48,5 % au niveau national). Sur les 175 bâtiments dénombrés sur la commune en 2019, 175 sont en aléa moyen ou fort, soit 100 %, à comparer aux 93 % au niveau départemental et 54 % au niveau national. Une cartographie de l'exposition du territoire national au retrait gonflement des sols argileux est disponible sur le site du BRGM,.
Par ailleurs, afin de mieux appréhender le risque d’affaissement de terrain, l'inventaire national des cavités souterraines permet de localiser celles situées sur la commune.
La commune a été reconnue en état de catastrophe naturelle au titre des dommages causés par les inondations et coulées de boue survenues en 1993, 1999, 2009, 2014, 2018 et 2022. Concernant les mouvements de terrains, la commune a été reconnue en état de catastrophe naturelle au titre des dommages causés par la sécheresse en 1989 et 2017 et par des mouvements de terrain en 1999.

## Politique et administration

### Liste des maires

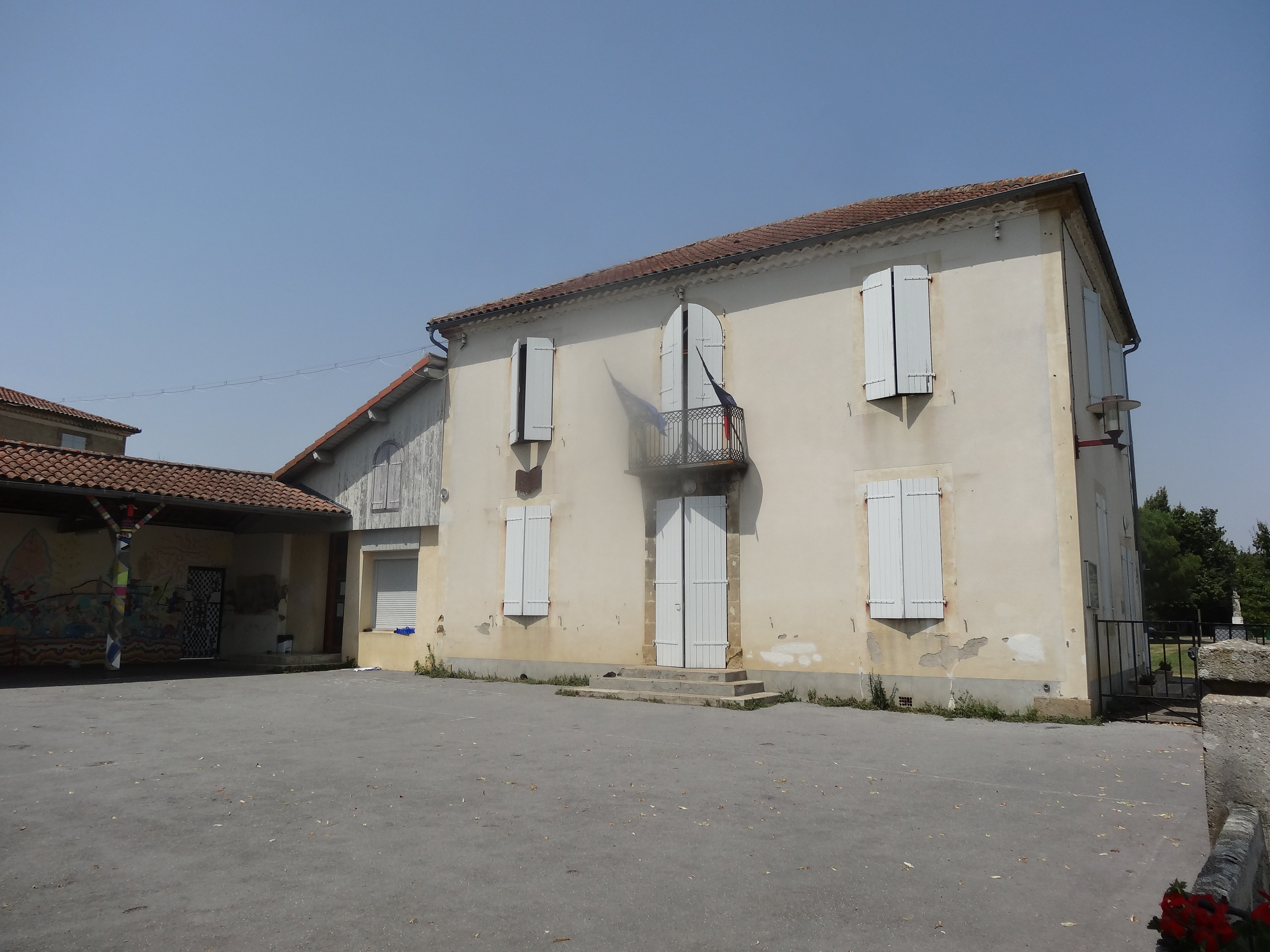
La mairie.

| Période                                  | Période  | Identité        | Étiquette | Qualité  |
| ---------------------------------------- | -------- | --------------- | --------- | -------- |
| mars 2008                                | En cours | Annie Bourdallé | PS        | Employée |
| Les données manquantes sont à compléter. |          |                 |           |          |

## Population et société

### Démographie
| 1793 | 1800 | 1806 | 1821 | 1831 | 1841 | 1846 | 1851 | 1856 |
| ---- | ---- | ---- | ---- | ---- | ---- | ---- | ---- | ---- |
| 315  | 356  | 392  | 438  | 700  | 677  | 711  | 681  | 708  |

| 1861 | 1866 | 1872 | 1876 | 1881 | 1886 | 1891 | 1896 | 1901 |
| ---- | ---- | ---- | ---- | ---- | ---- | ---- | ---- | ---- |
| 713  | 618  | 600  | 655  | 620  | 600  | 638  | 588  | 604  |

| 1906 | 1911 | 1921 | 1926 | 1931 | 1936 | 1946 | 1954 | 1962 |
| ---- | ---- | ---- | ---- | ---- | ---- | ---- | ---- | ---- |
| 609  | 588  | 507  | 478  | 457  | 420  | 368  | 331  | 338  |

| 1968 | 1975 | 1982 | 1990 | 1999 | 2005 | 2006 | 2010 | 2015 |
| ---- | ---- | ---- | ---- | ---- | ---- | ---- | ---- | ---- |
| 282  | 281  | 274  | 277  | 293  | 329  | 338  | 325  | 330  |

| 2020 | 2022 | - | - | - | - | - | - | - |
| ---- | ---- | - | - | - | - | - | - | - |
| 343  | 345  | - | - | - | - | - | - | - |

### Manifestations culturelles et festivités

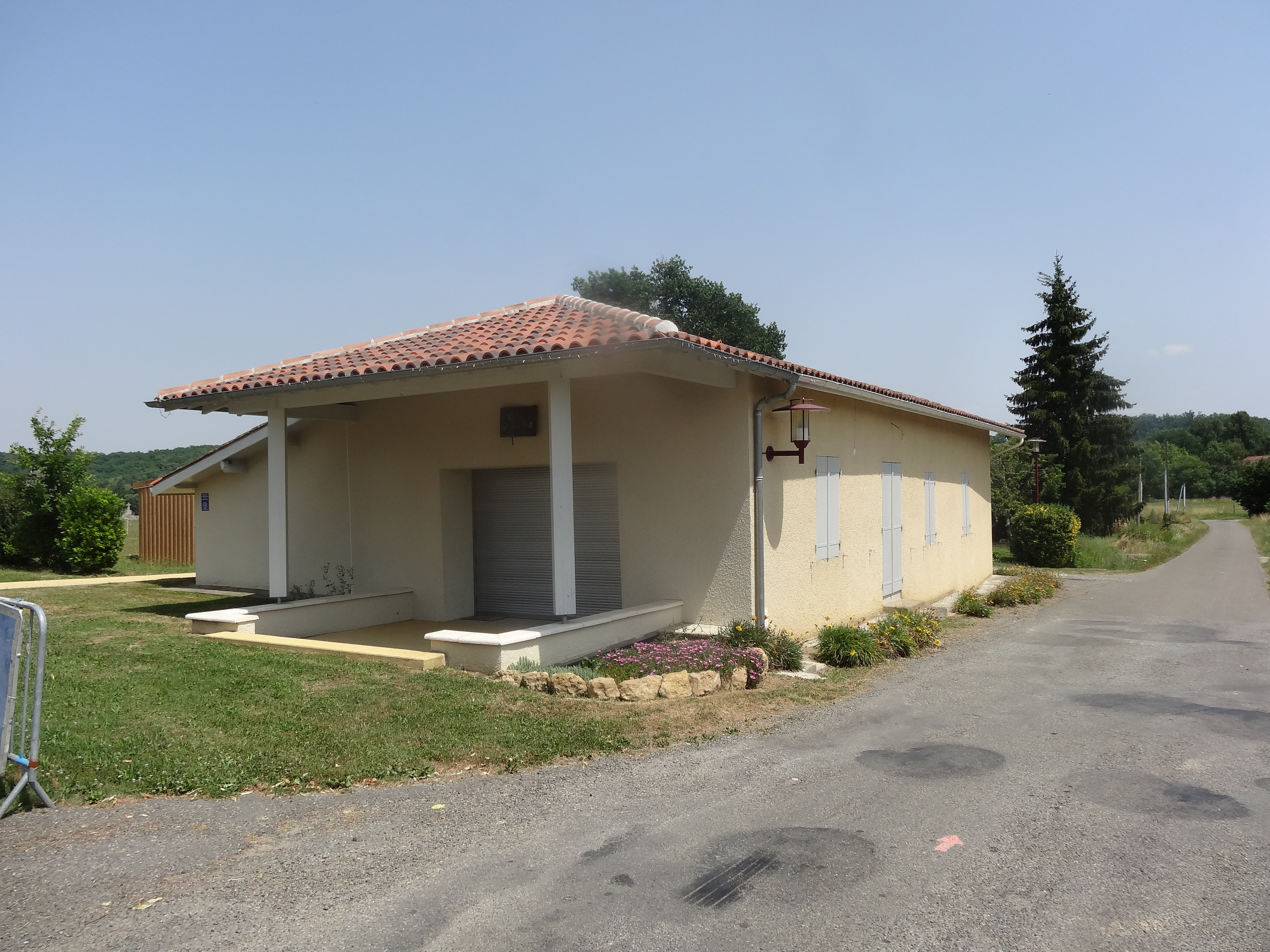
La salle des fêtes.

- Fête patronale : 8 juin pour la saint Médard[24].

## Économie

### Revenus
En 2018  (données Insee publiées en septembre 2021), la commune compte 135 ménages fiscaux, regroupant 305 personnes. La médiane du revenu disponible par unité de consommation est de 21 430 € (20 820 € dans le département).

### Emploi
|                | 2008  | 2013  | 2018  |
| -------------- | ----- | ----- | ----- |
| Commune        | 1,9 % | 8,5 % | 4 %   |
| Département    | 6,1 % | 7,5 % | 8,2 % |
| France entière | 8,3 % | 10 %  | 10 %  |

En 2018, la population âgée de 15 à 64 ans s'élève à 192 personnes, parmi lesquelles on compte 83,8 % d'actifs (79,8 % ayant un emploi et 4 % de chômeurs) et 16,2 % d'inactifs,. Depuis 2008, le taux de chômage communal (au sens du recensement) des 15-64 ans est inférieur à celui de la France et du département.
La commune fait partie de la couronne de l'aire d'attraction d'Auch, du fait qu'au moins 15 % des actifs travaillent dans le pôle,. Elle compte 93 emplois en 2018, contre 74 en 2013 et 78 en 2008. Le nombre d'actifs ayant un emploi résidant dans la commune est de 158, soit un indicateur de concentration d'emploi de 58,8 % et un taux d'activité parmi les 15 ans ou plus de 58 %.
Sur ces 158 actifs de 15 ans ou plus ayant un emploi, 42 travaillent dans la commune, soit 26 % des habitants. Pour se rendre au travail, 84,7 % des habitants utilisent un véhicule personnel ou de fonction à quatre roues, 0,6 % les transports en commun, 2,4 % s'y rendent en deux-roues, à vélo ou à pied et 12,3 % n'ont pas besoin de transport (travail au domicile).

### Activités hors agriculture
29 établissements sont implantés  à Saint-Médard au 31 décembre 2019.
Le secteur de l'industrie manufacturière, des industries extractives et autres est prépondérant sur la commune puisqu'il représente 31 % du nombre total d'établissements de la commune (9 sur les 29 entreprises implantées  à Saint-Médard), contre 12,3 % au niveau départemental.

### Agriculture

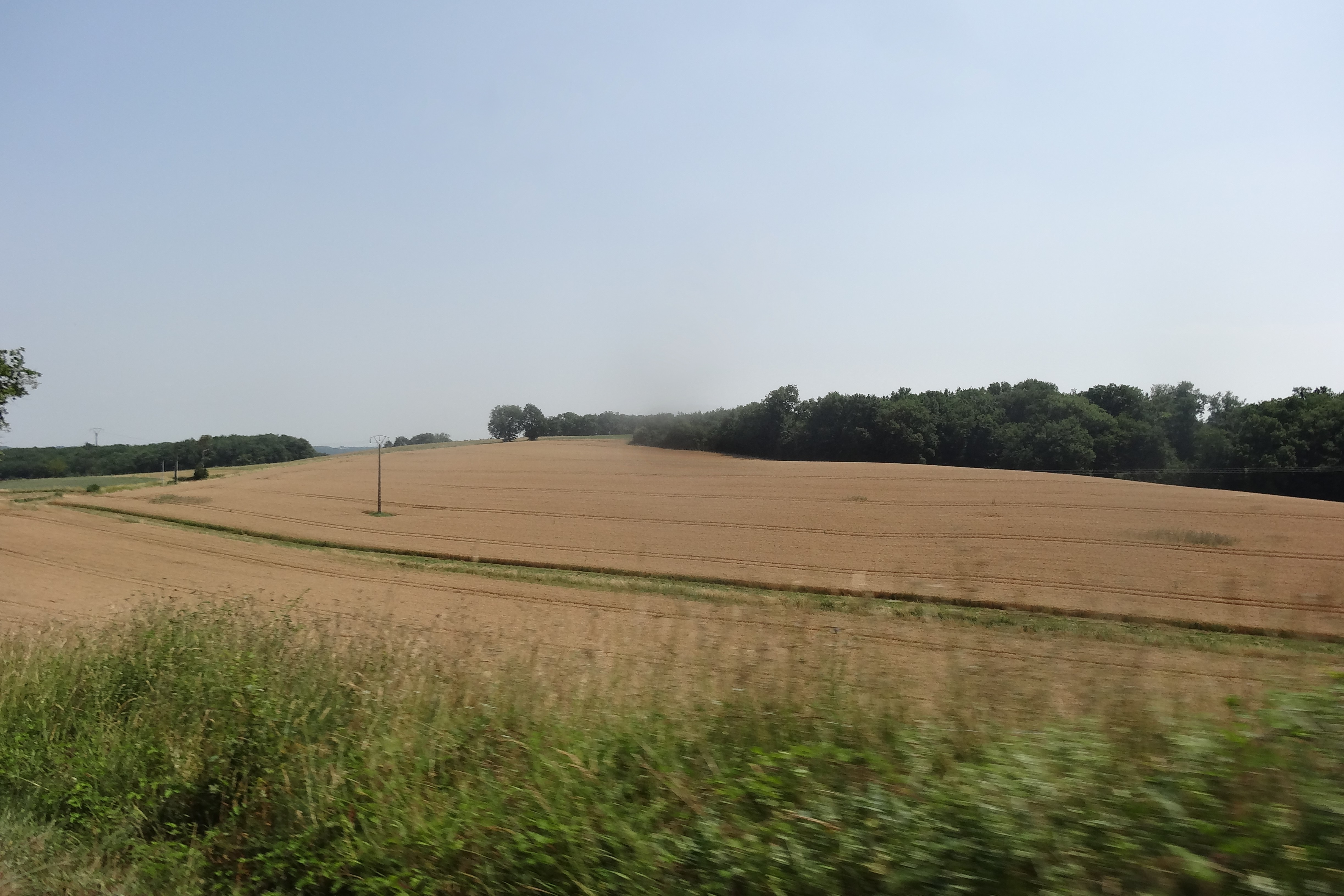
Champ situé sur les hauteurs de la commune.

La commune est dans l'Astarac, une petite région agricole englobant tout le Sud du département du Gers, un quart de sa superficie, et correspond au pied de lʼéventail gascon. En 2020, l'orientation technico-économique de l'agriculture  sur la commune est la polyculture et/ou le polyélevage.
|               | 1988  | 2000  | 2010  | 2020  |
| ------------- | ----- | ----- | ----- | ----- |
| Exploitations | 38    | 23    | 24    | 21    |
| SAU (ha)      | 1 181 | 1 288 | 1 367 | 1 449 |

Le nombre d'exploitations agricoles en activité et ayant leur siège dans la commune est passé de 38 lors du recensement agricole de 1988  à 23 en 2000 puis à 24 en 2010 et enfin à 21 en 2020, soit une baisse de 45 % en 32 ans. Le même mouvement est observé à l'échelle du département qui a perdu pendant cette période 51 % de ses exploitations,. La surface agricole utilisée sur la commune a quant à elle augmenté, passant de 1 181 ha en 1988 à 1 449 ha en 2020. Parallèlement la surface agricole utilisée moyenne par exploitation a augmenté, passant de 31 à 69 ha.

## Culture locale et patrimoine

### Lieux et monuments
Les bâtiments notables à Saint-Médard sont les suivants :
- L'église Saint-Médard moderne, entourée du cimetière, et son bénitier en marbre ;

L'église Saint-Médard
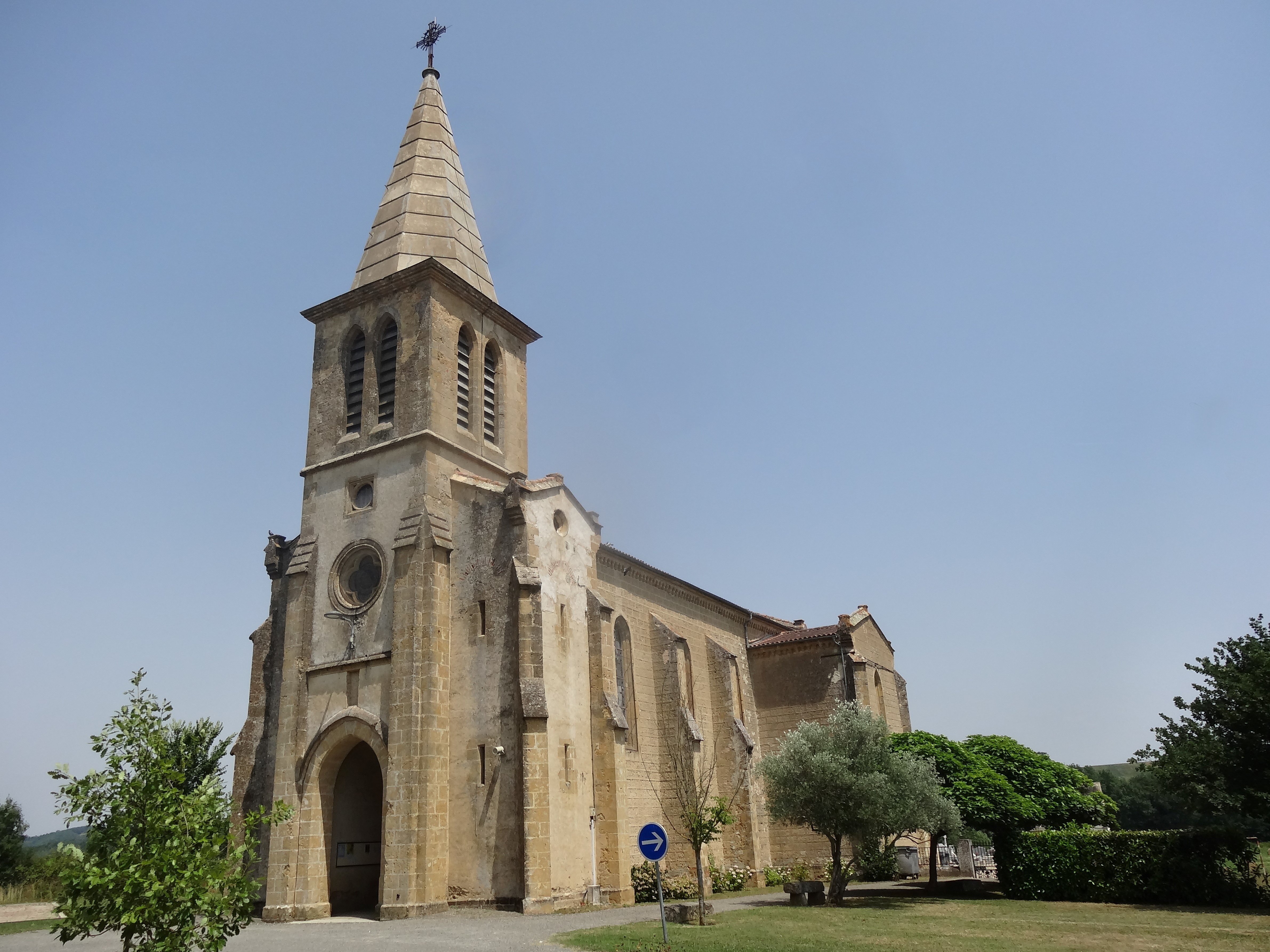
Vue d'ensemble du monument.
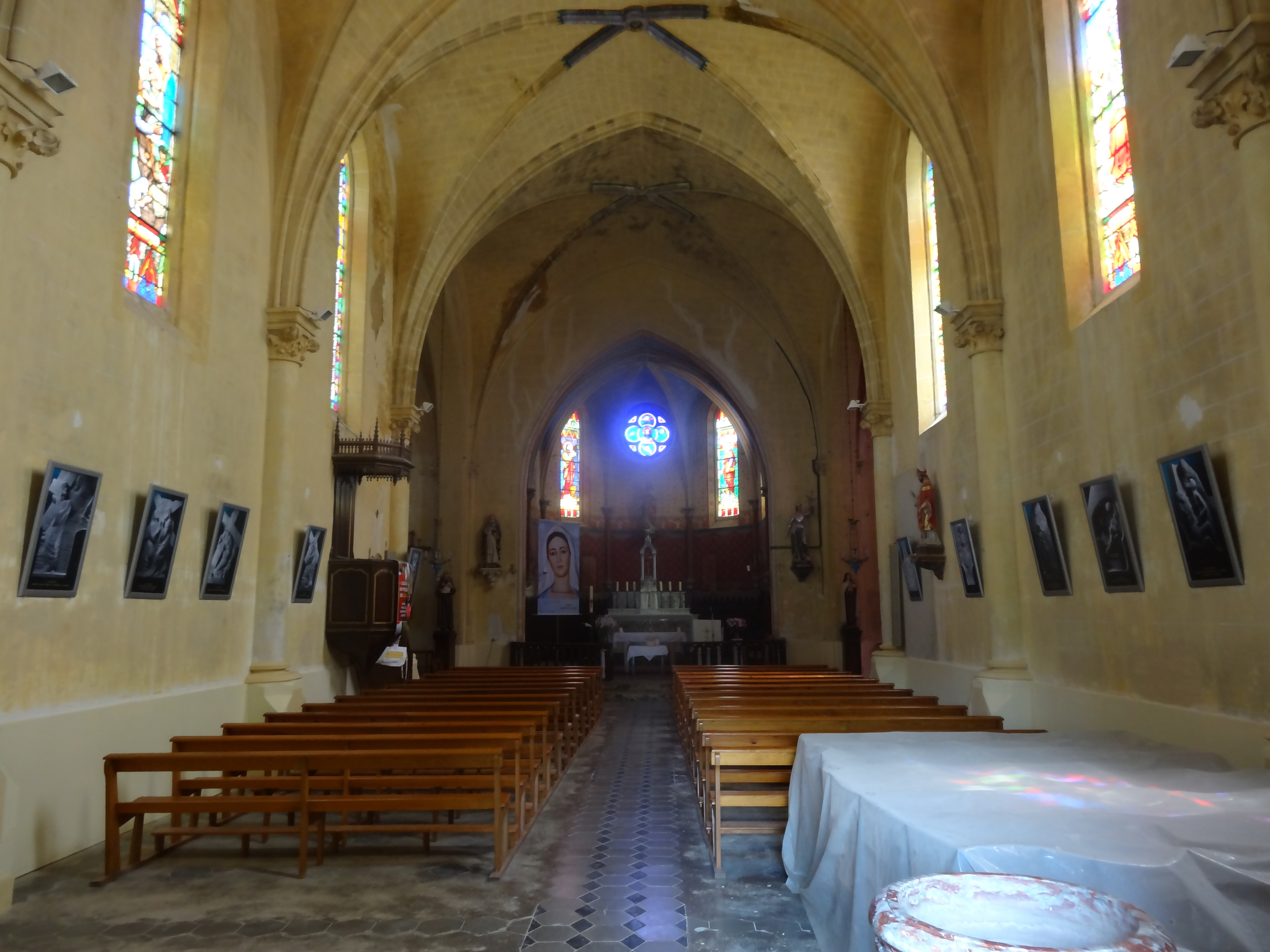
La nef avec le chemin de croix.
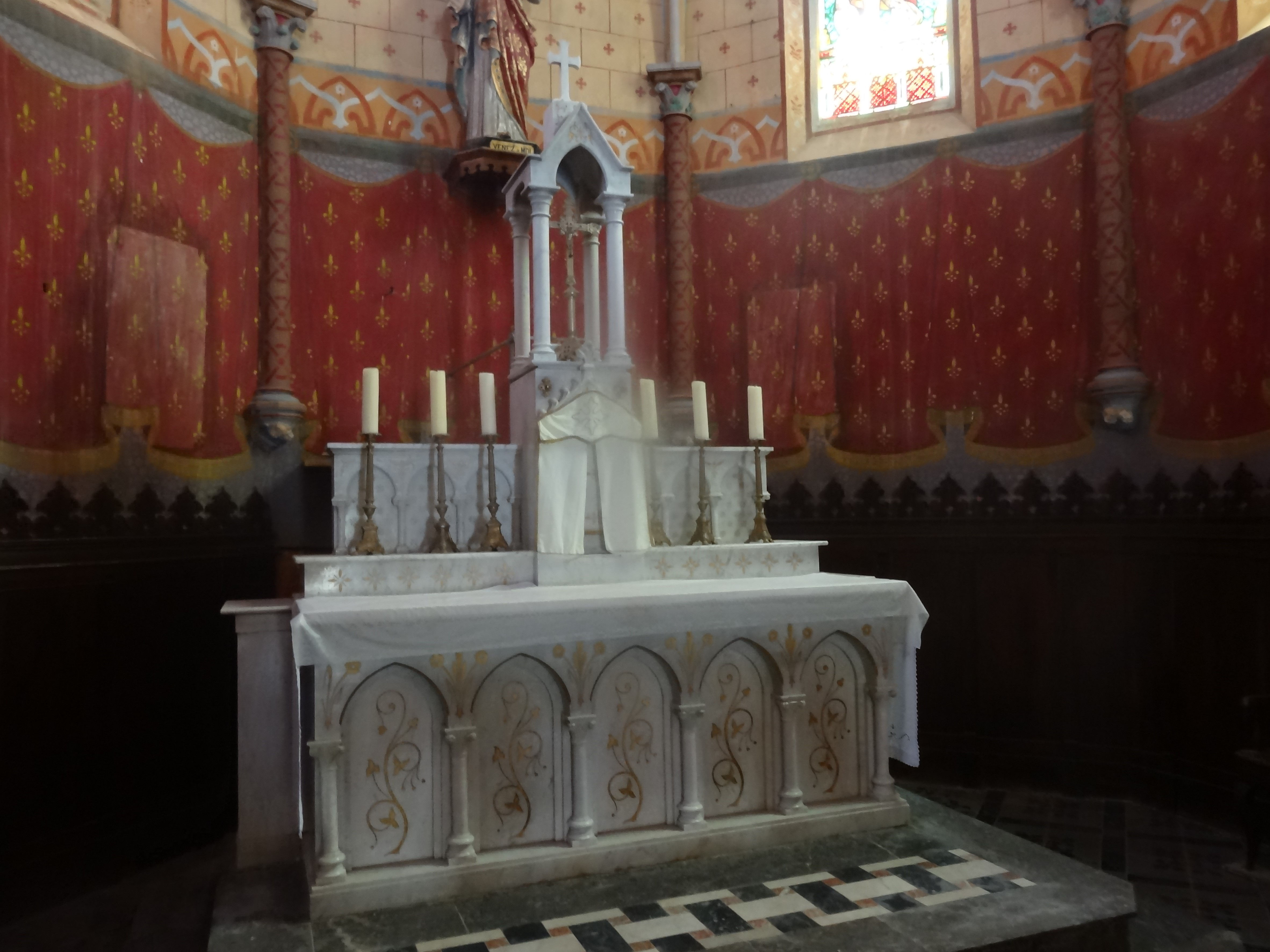
L'autel.
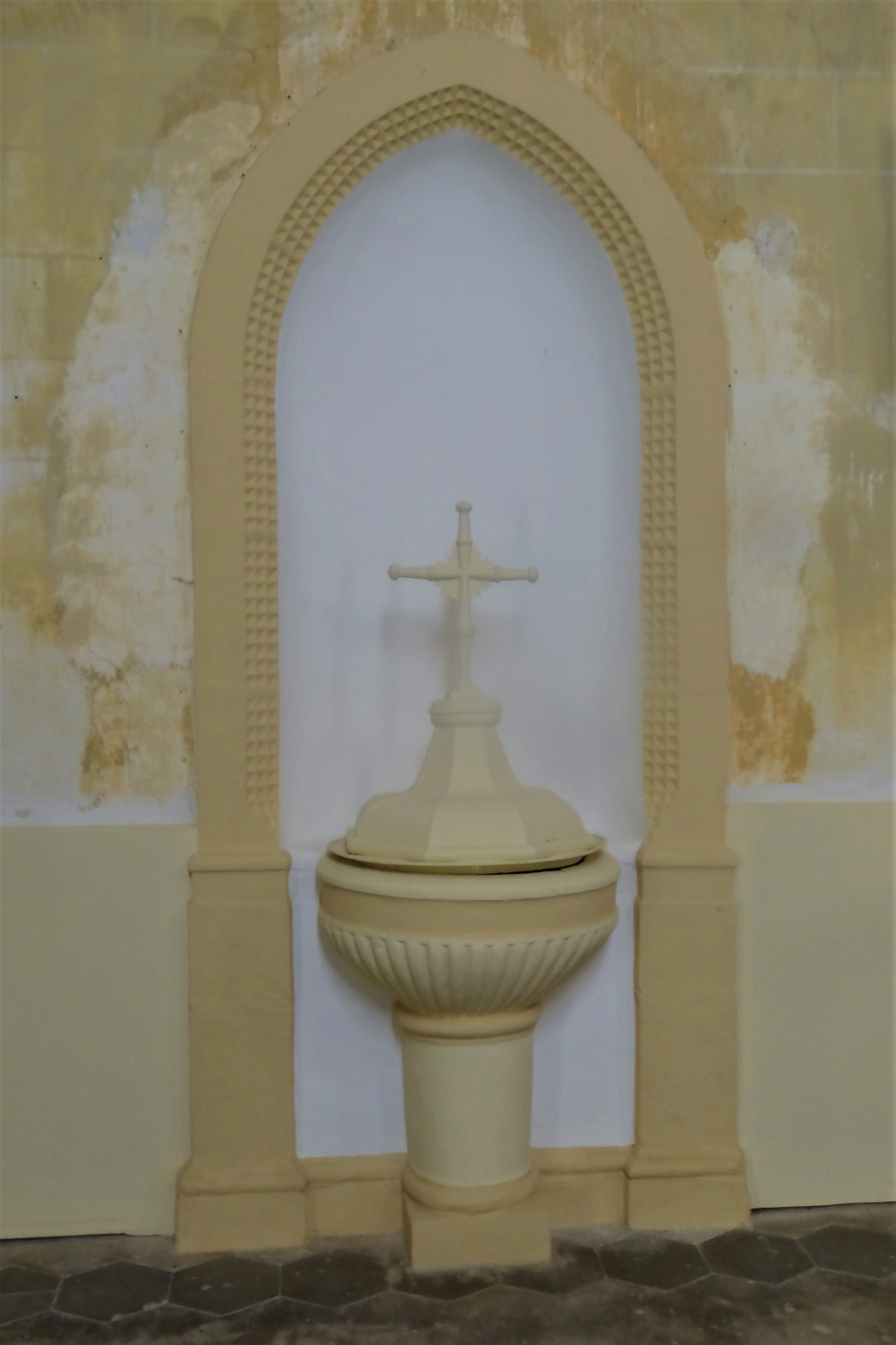
Les fonts baptismaux.
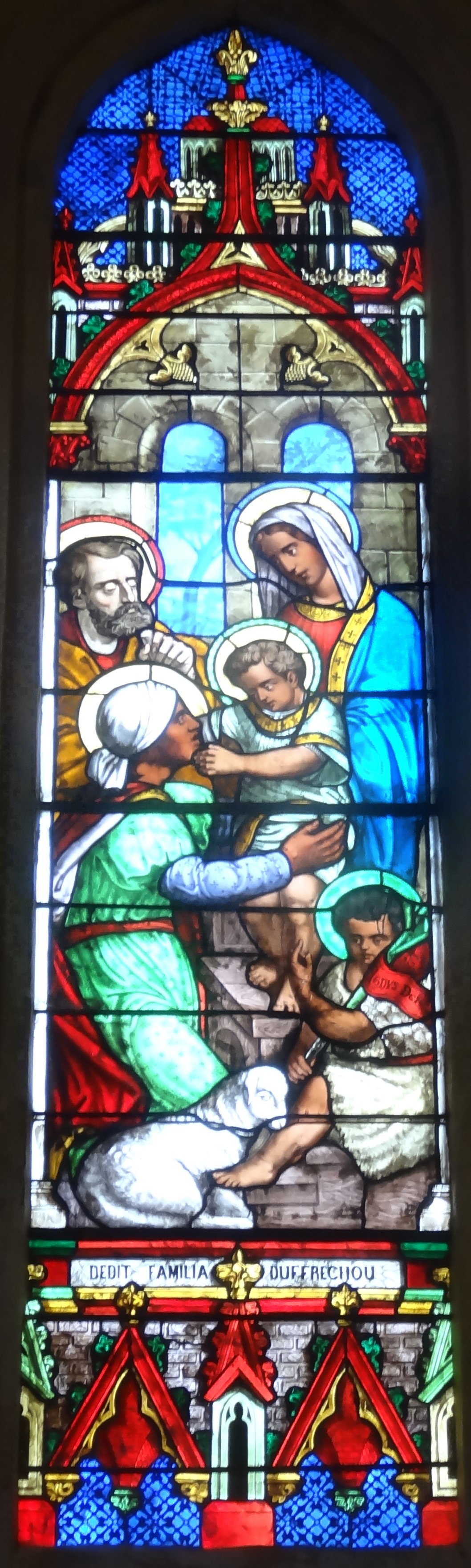
Vitrail.
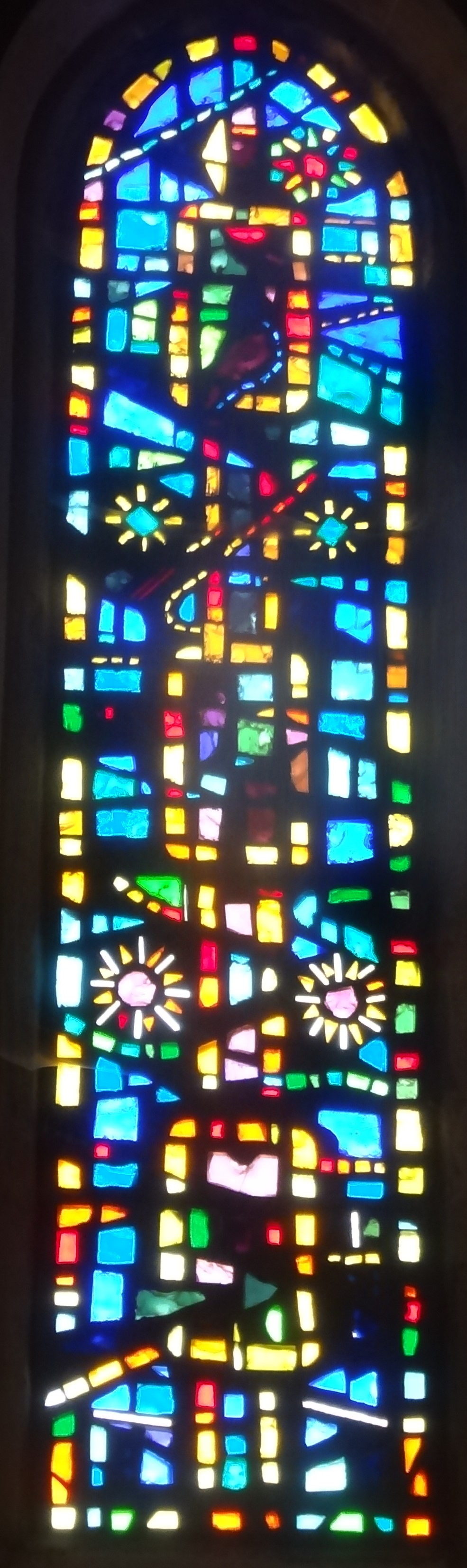
Autre vitrail.
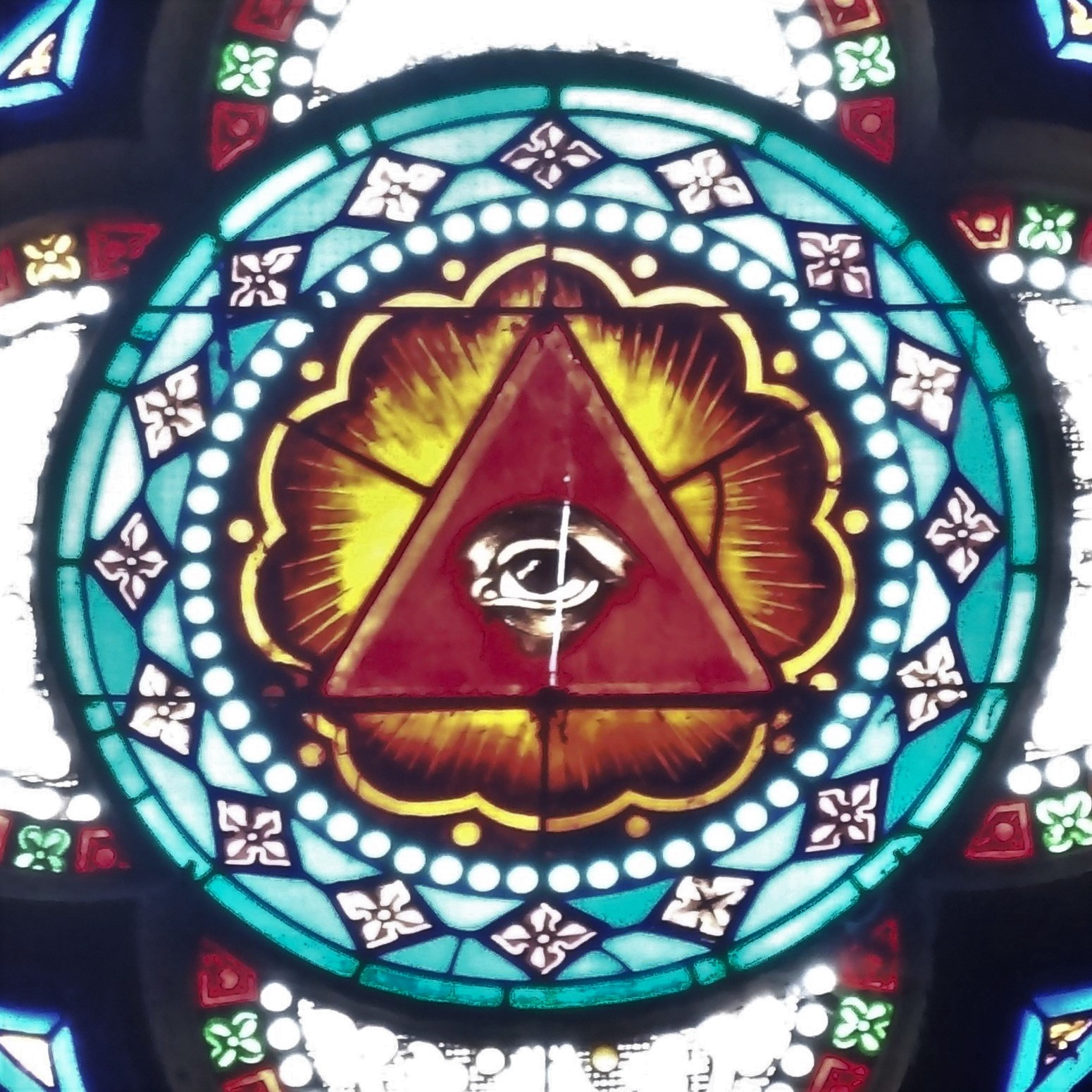
Détail de vitrail.

- Une belle croix de pierre de 1770, située devant l'église ;
- La chapelle Saint-Barthélemy de Mongardin, dans laquelle se trouve une statue de bois peint du XVIIIe siècle de Vierge assise à l'Enfant ;

La chapelle Saint-Barthélemy
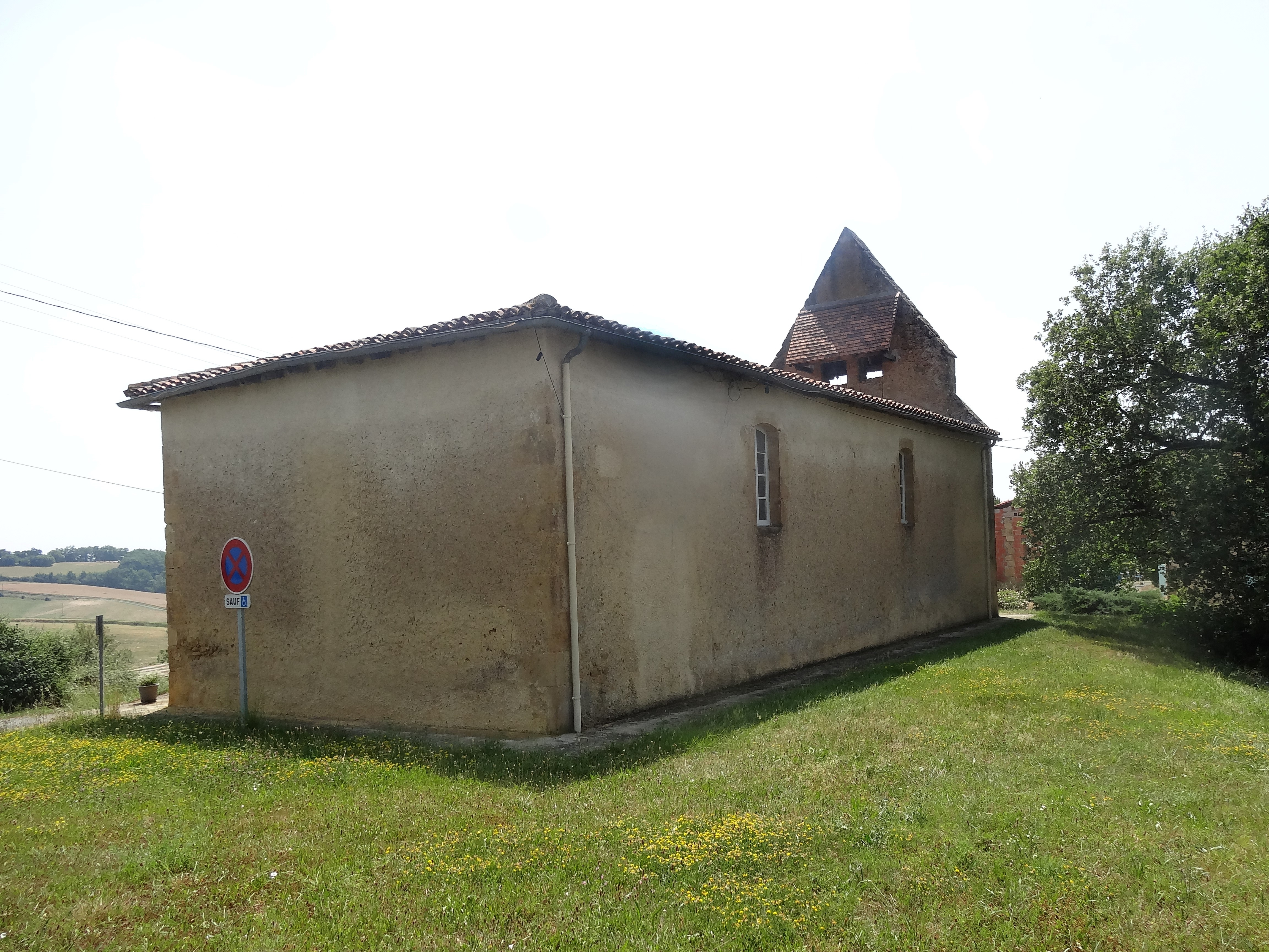
L'édifice vu du chevet.
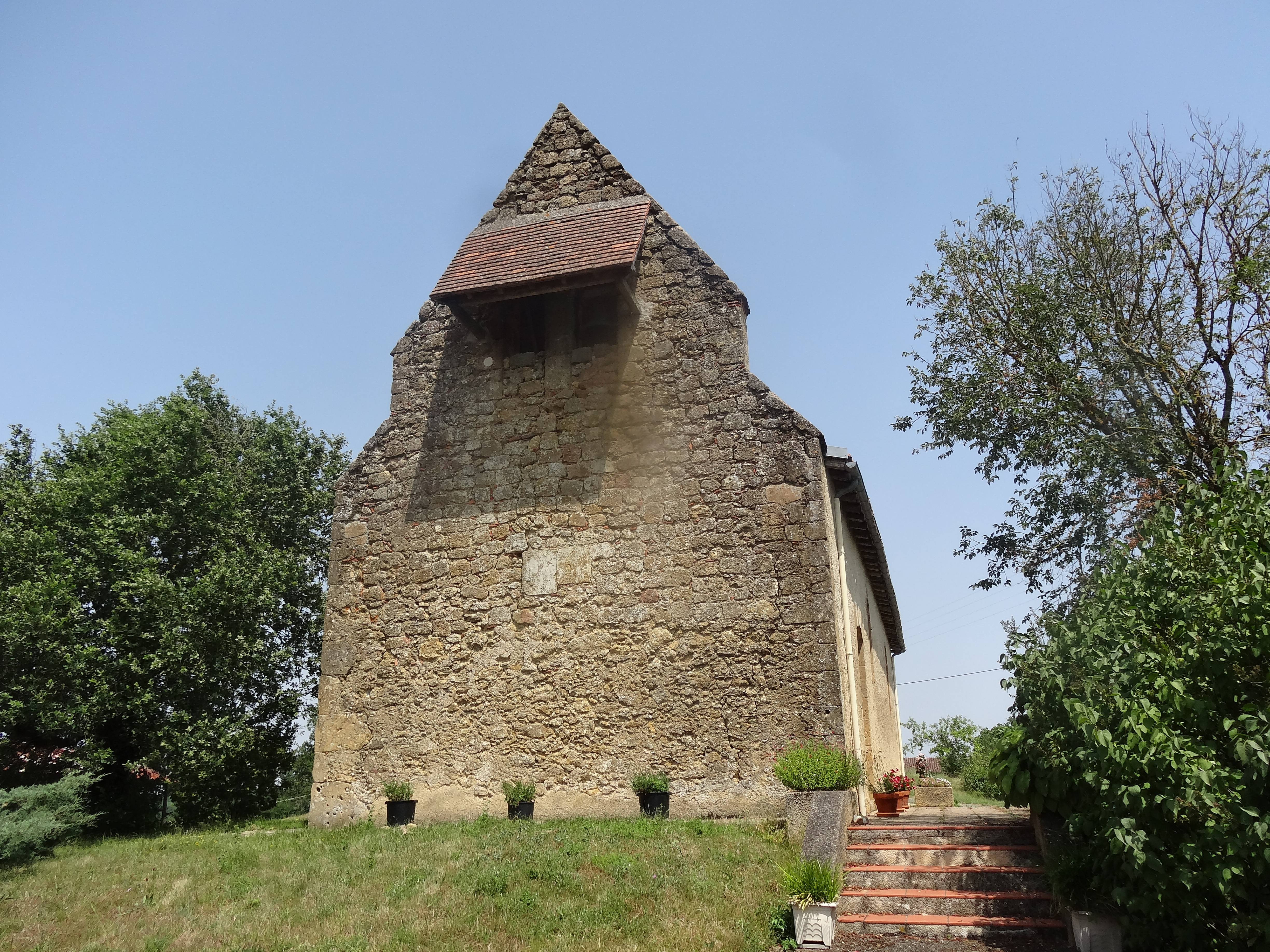
Le clocher-mur.

- Le château de la Flourette et son beau parc, à l'emplacement d'une ancienne grange de l'abbaye de Berdoues ;
- Château de Pican (fin XIXe siècle) ;
- Le moulin à eau ;
- Motte castrale de Mongardin, dominant la vallée de la Petite-Baïse ;
- Motte castrale de Puységur (site du Prussien), arasée, installée sur un éperon barré par un fossé.

Autres lieux et monuments
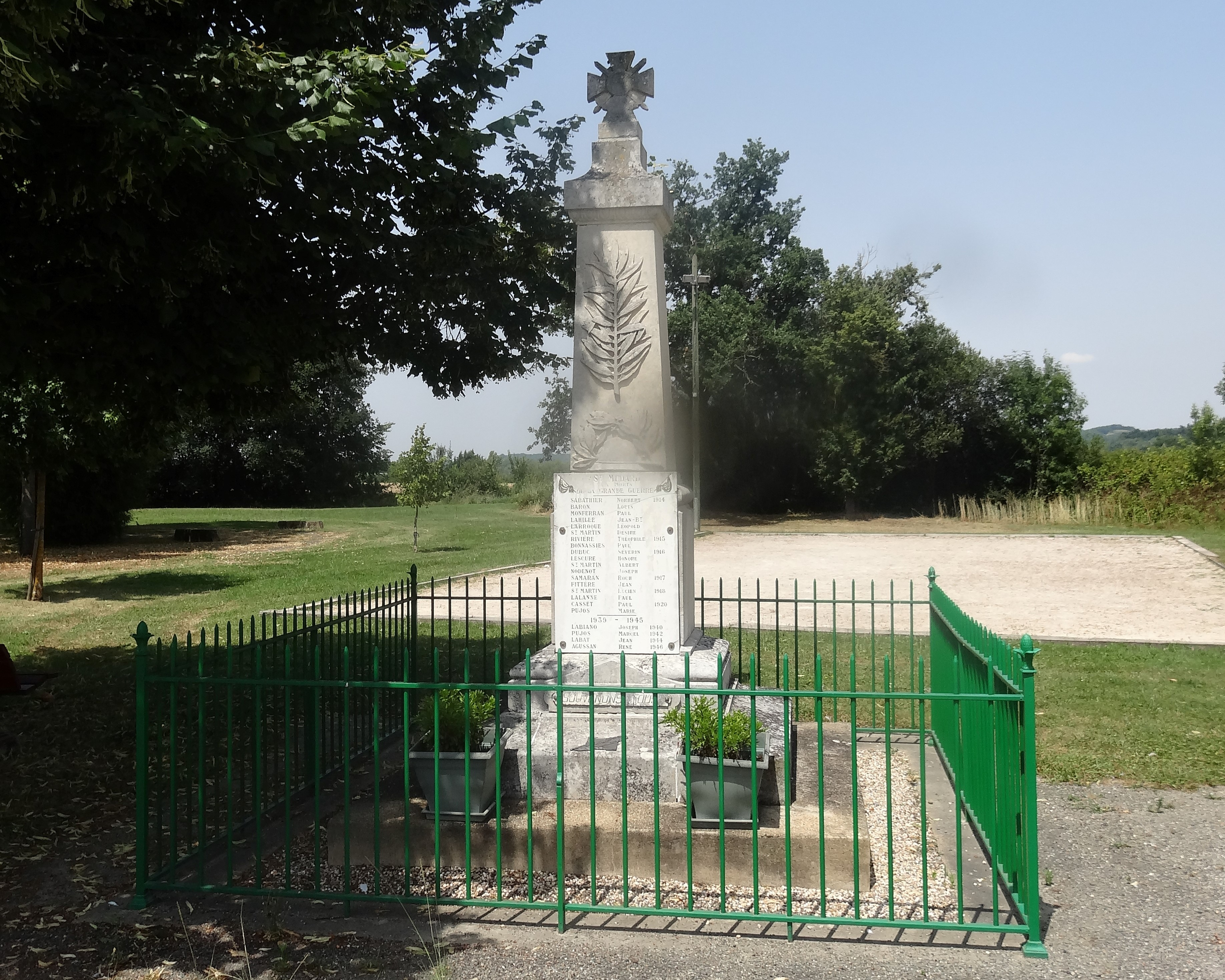
Le monument aux morts.
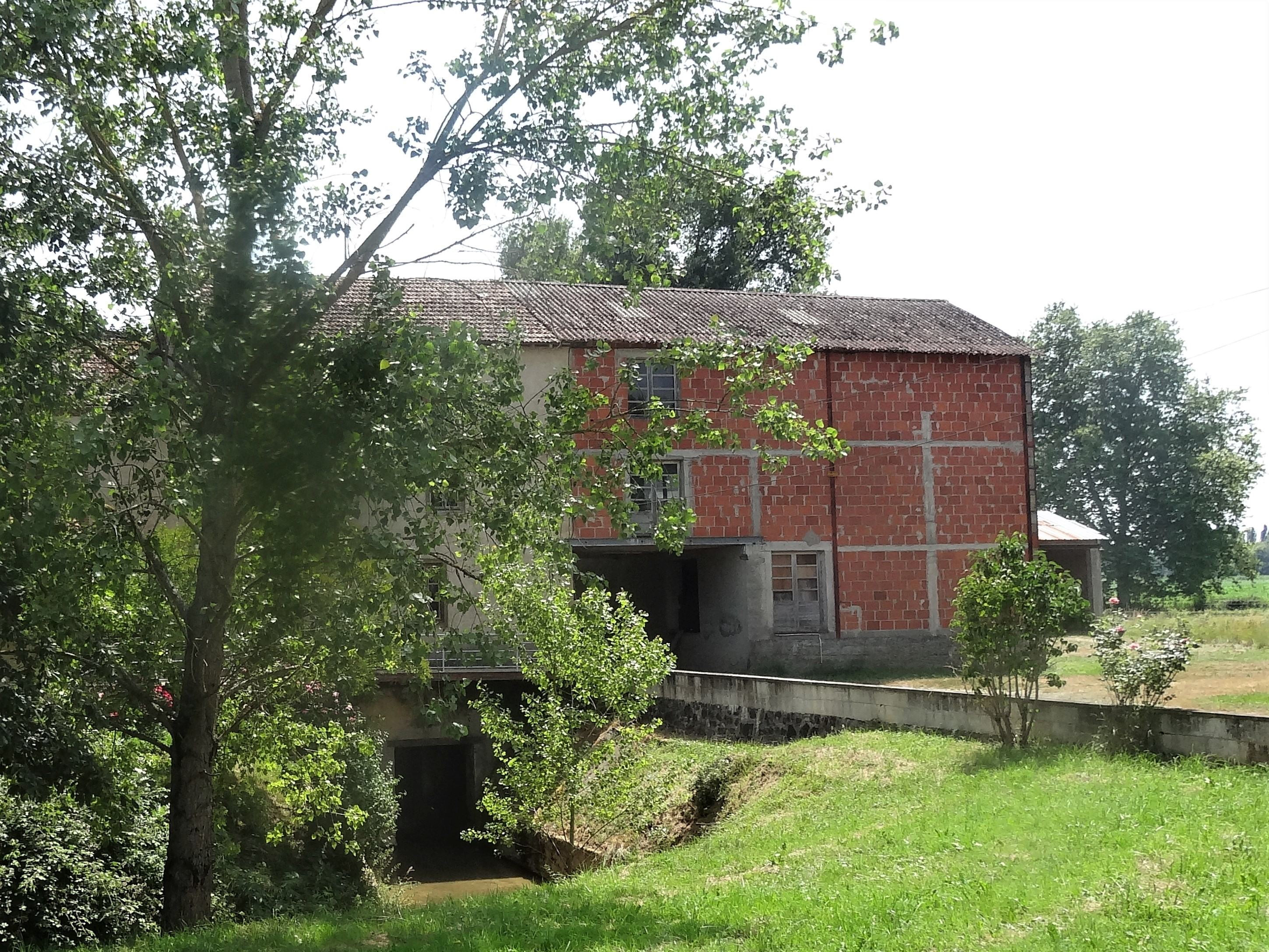
Le moulin à eau.
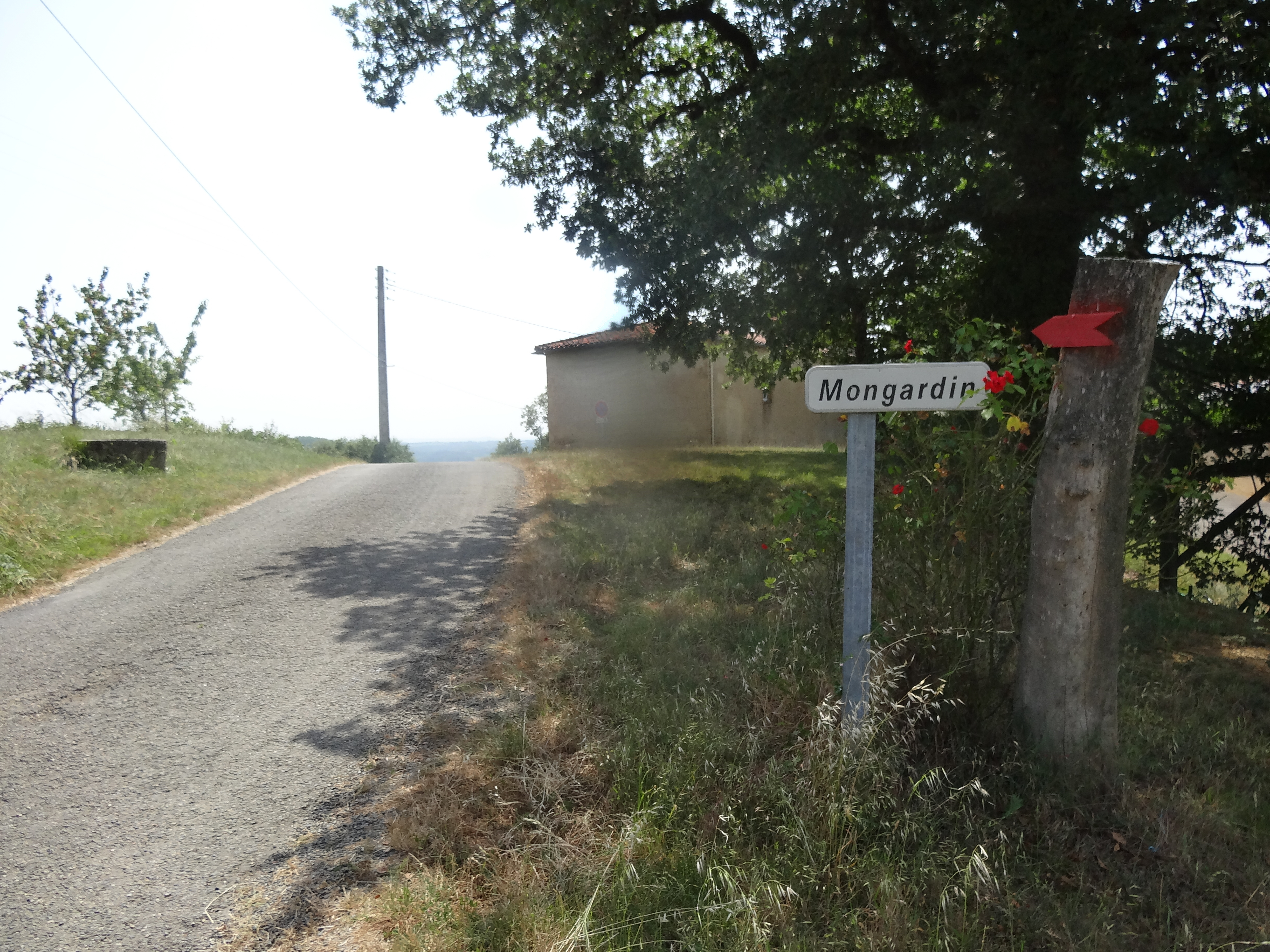
Entrée est de Mongardin.

### Personnalités liées à la commune
- Pierre Bédat de Monlaur (1907-1990) : poète né au château de la Flourette à Saint-Médard.